# Karl Dean

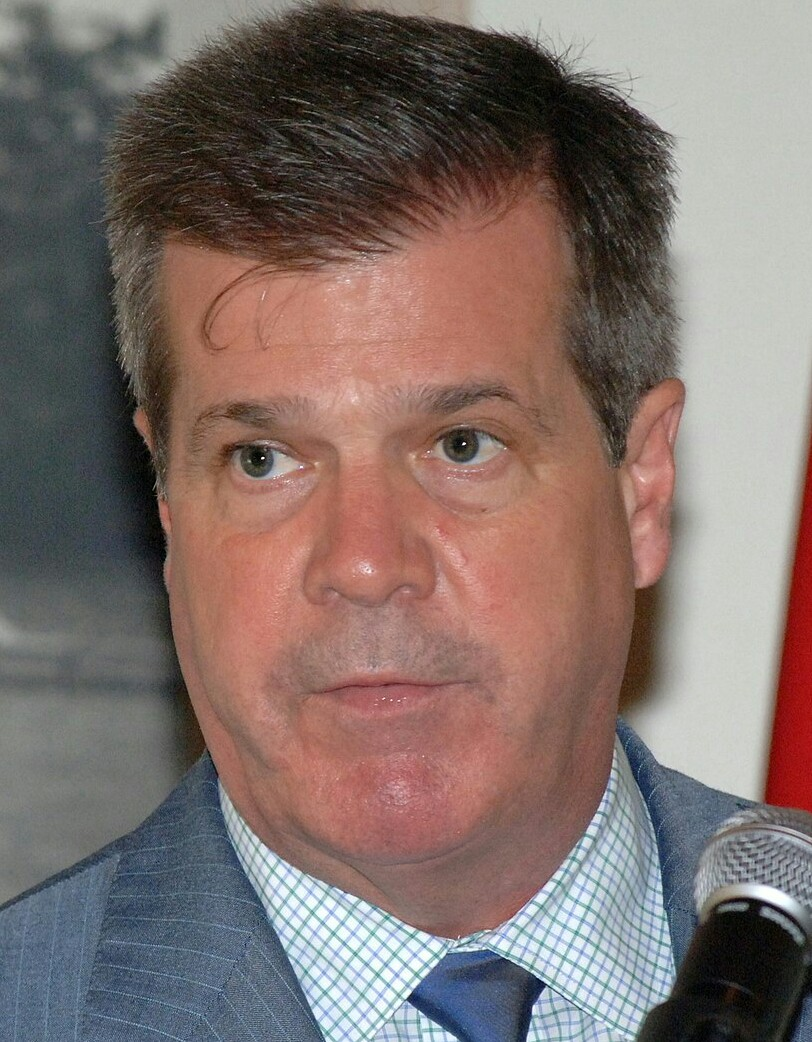
Karl Dean, 2013

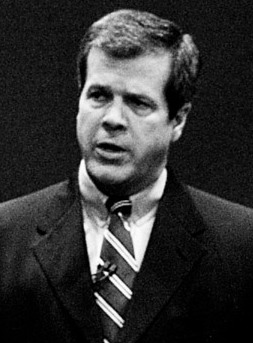
2007

Karl Foster Dean (* 20. September 1955 in Sioux Falls) ist ein US-amerikanischer Politiker (Demokraten) und ehemaliger Bürgermeister von Nashville. 

## Leben
Dean wurde als zweiter von drei Brüdern in South Dakota geboren und verbrachte einen Teil seiner Kindheit in Wisconsin. Deans Vater arbeitete für IBM. Die Mittel- und Oberschule besuchte Dean in Gardner in Massachusetts. Er studierte Rechtswissenschaften an der Columbia University in New York City. 1978 schloss er das Studium mit einem Bachelor of Arts ab. Bis 1981 machte er seinen Doktor an der Vanderbilt University in Nashville. Es folgte eine Arbeit als Rechtsanwalt für eine Anwaltskanzlei in Worcester.
In Nashville war Dean ab 1990 als Pflichtverteidiger tätig. 1999 wurde er Metro Law Director, bis er 2007 zum Bürgermeister von Nashville gewählt wurde. Für den Wahlkampf nutzte er in größerem Umfang Mittel aus einer Erbschaft eines Onkels seiner Frau, Joe C. Davis, einem ehemaligen Unternehmer im Kohlebergbau. Der hohe Anteil dieser Eigenspenden am gesamten Mitteleinsatz wurde von seinem Gegenkandidaten Bob Clement scharf kritisiert. Im August 2011 konnte er eine Wiederwahl bis 2015 erreichen. 2018 kandidierte er als Gouverneur von Tennessee, unterlag jedoch dem Republikaner Bill Lee.

## Familie
Dean ist mit der Juristin Anne Davis, die er während seines Studiums in Nashville kennengelernt hatte, verheiratet und Vater von zwei Töchtern und einem Sohn. Karl Dean war in einer lutherischen Familie aufgewachsen und trat später zum Katholizismus über, dem seine Frau angehört.